# 2014 Vasilevskis
2014 Vasilevskis (1973 JA) là một tiểu hành tinh vành đai chính được phát hiện ngày 2 tháng 5 năm 1973 bởi A. R. Klemola ở Mount Hamilton.